# 佐汉嘉化

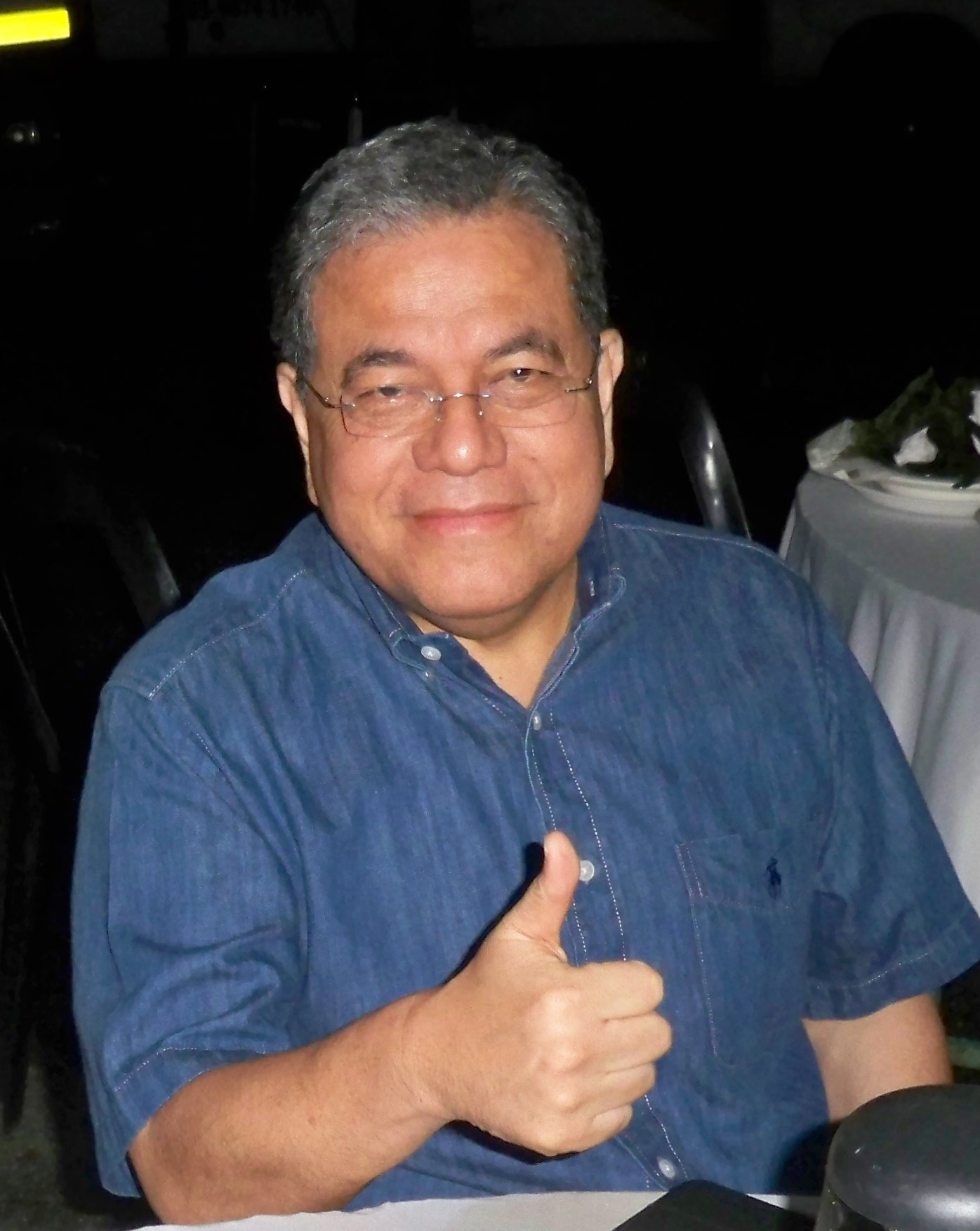
2015年的佐汉嘉化

丹斯里佐汉嘉化（1953年11月9日—），马来西亚资深媒体人、《马来前锋报》前总编辑、首要媒体前主席。毕业于马来亚大学。

## 人物观点
2021年1月17日，佐汉在《阳光日报》的专栏投稿表示，马来西亚的贪污及滥权已经达到临界水平，甚至变成了一种流行病；因此，如今也是马来西亚“恢复民族士气”、打击贪污的最佳时机。
2021年2月13日，佐汉接受《马新社》访问时认为，媒体经常在前线报导新闻，理应被列为前线人员，因此，基于工作性质，新闻从业员应获安排成为首批新冠肺炎疫苗接种者。

## 人物事件

### 访问马哈迪
2021年2月17日，佐汉与马来西亚前首相马哈迪·莫哈末出席《阳光日报》电子媒体平台直播节目——“与敦马一起”访谈节目。期间佐汉曾询问马哈迪多项问题。
马哈迪表示，如果首相慕尤丁要认真解决新冠肺炎疫情，就应听从专业人员的建议行事，而不是土著团结党的同僚。他也说，慕尤丁似乎更加执著于执政，并且不了解困扰马来西亚人的疫情问题。另外他也透露，虽然在希盟政府时期，慕尤丁对财政部长一职感兴趣，但他还是选择委任林冠英担任财长。
马哈迪表示，只要巫统回到为民族、国家、宗教而斗争的初衷，自己愿意重回巫统。他坦言，他仍然爱巫统，因为自己曾经担任22年的巫统主席，但是他不爱巫统的领袖。另外，他也表示自己在2003年辞去首相，是人生最后悔的决定。
在祖国斗士党注册方面，马哈迪一再强调，该党有其他计划来确保祖国斗士党获得社团注册局的注册。他也声称，国民联盟政府害怕自己在下届大选中与自己成为对手，所以才不让祖国斗士党成功注册。